# St. Georg (Sillersdorf)

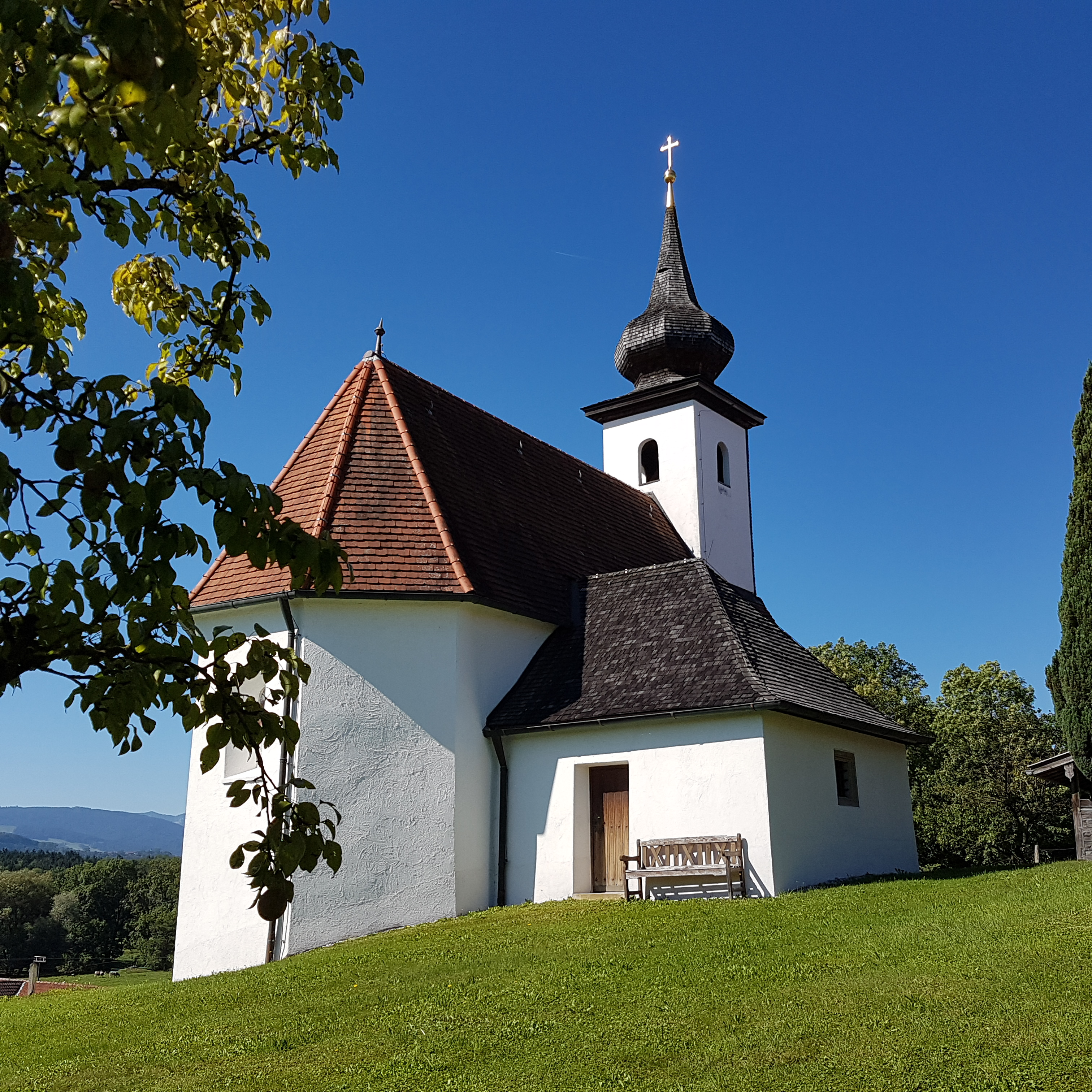
St. Georg in Sillersdorf

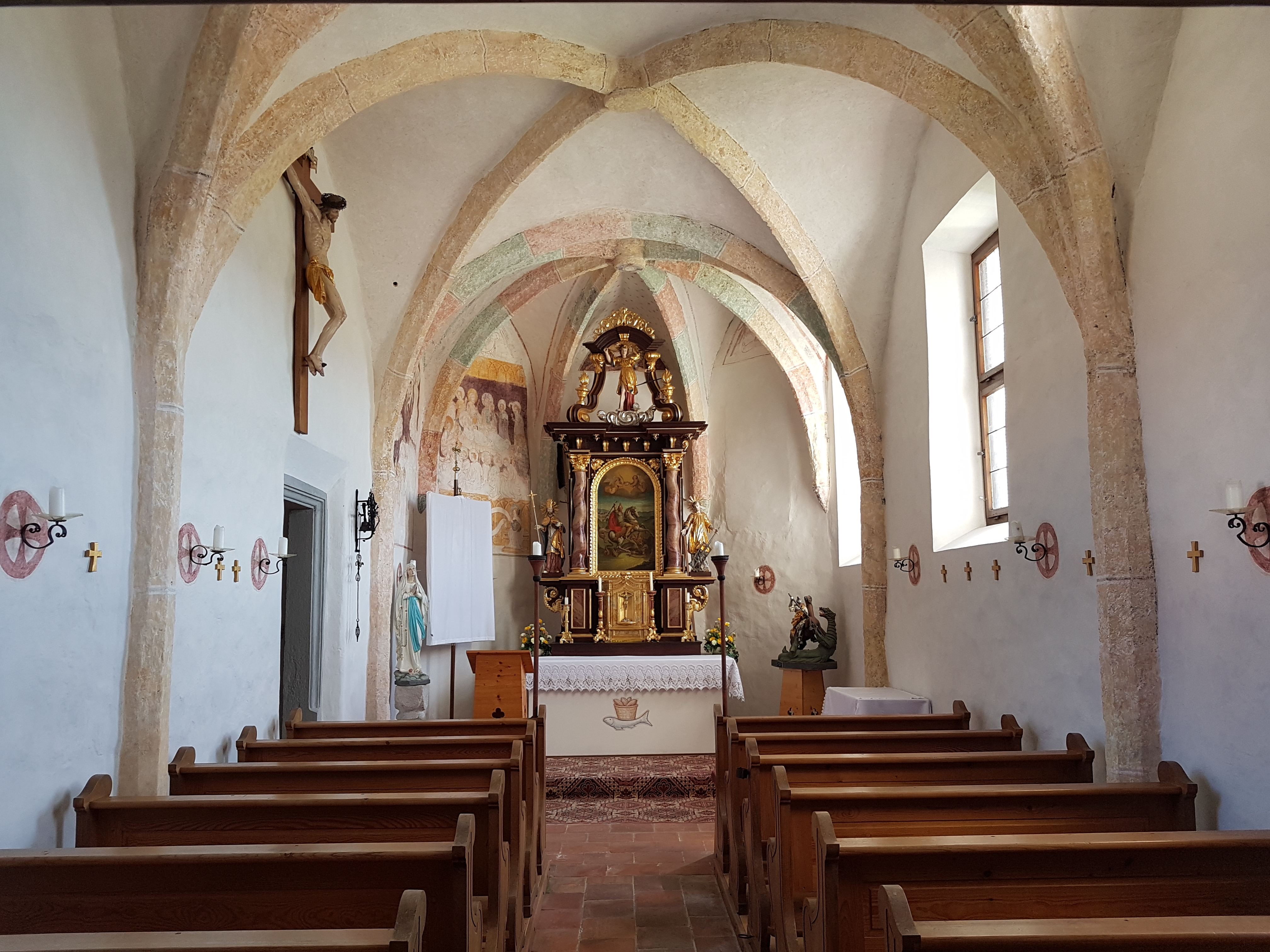
Innenraum

Die römisch-katholische Filialkirche St. Georg steht in Sillersdorf, einem Gemeindeteil von Saaldorf-Surheim im Landkreis Berchtesgadener Land. Sie ist in der Liste der Baudenkmäler in Saaldorf-Surheim als Baudenkmal unter der Nr. D-1-72-130-64 eingetragen. Die Kirche gehört zum Dekanat Berchtesgadener Land im Erzbistum München und Freising.

## Beschreibung
Die gotische Saalkirche wurde im 14. Jahrhundert anstelle einer heidnischen Kultstätte erbaut. Sie besteht aus dem Langhaus, dem Chor mit Fünfachtelschluss im Osten und dem mit einer Zwiebelhaube bedeckten Dachturm, der sich im Westen aus dem Satteldach des Langhauses erhebt. Die Sakristei befindet sich an der Nordwand des Chors.
Der Hochaltar wurde 1865 aus Teilen der Vorgänger zusammengesetzt. Er wird von den Skulpturen des heiligen Urban und des heiligen Laurentius von Rom flankiert. Auf dem rundbogigen, goldgerahmten Altarblatt zwischen zwei gedrehten Säulen ist in einem Gemälde der Kirchenpatron St. Georg auf sich aufbäumendem Pferde im Kampf mit dem Drachen dargestellt.
Im Chor links steht eine als romanischer Lichterstein angenommene Säule mit Würfelkapitell, auf der im Stil nicht passend zumindest zeitweise eine Lourdes-Muttergottes aufgestellt ist. Rechts im Chor steht eine Skulptur des heiligen Georg, wie im Altarbild auf dem Pferd, aber mit der Lanze zustoßend, um den Drachen zu töten.